# リュドミラ・サベーリエワ
リュドミラ・ミハイロヴナ・サベーリエワまたはリュドミーラ・ミハイロヴナ・サヴェーリエヴァ（ロシア語: Людмила Михайловна Савельева, ラテン文字転写: Lyudmila Mikhaylovna Savelyeva, 1942年1月24日 - ）は、ソビエト連邦/ロシアの映画女優、バレリーナ。

## 経歴
レニングラード（現サンクトペテルブルク）で、レニングラード包囲戦の渦中に生まれた。1962年、レニングラード・バレエ学校（現ワガノワ・バレエ・アカデミー）を卒業し、レニングラード・キーロフ歌劇場（現マリインスキー劇場）の一員となった。1964年、『眠れる森の美女』の映画化作品に出演し、これが映画デビュー作となった。
レフ・トルストイ原作の映画『戦争と平和』を準備中であったセルゲイ・ボンダルチュク監督の助手に注目されたことがきっかけで、サベーリエワはスクリーンテストのためにモスクワに招かれた。彼女はそれまで全く演技経験がなかったが、何度もテスト、チェック、リハーサルを重ねたのち、既存の女優にはない潜在能力をボンダルチュクに認められ、ナターシャ・ロストワ役に抜擢された。
1966年（昭和41年）6月19日、『戦争と平和』第1部の日本公開のため、ボンダルチュク、アンドレイ役のヴャチェスラフ・チーホノフ、エレン役で出演したボンダルチュクの妻のイリーナ・スコブツェワらとともに日本を訪問。翌20日に東京プリンスホテルで記者会見を行った。
『戦争と平和』は1968年の米国アカデミー賞の外国語映画賞を受賞し、サベーリエワは国際的に知られるようになった。1970年にはマルチェロ・マストロヤンニ、ソフィア・ローレンと共演したヴィットリオ・デ・シーカ監督のイタリア映画『ひまわり』に出演した。1985年にはロシア・ソビエト連邦社会主義共和国から「人民芸術家」の称号を贈られた。
夫は俳優のアレクサンドル・ズブルエフ。ナターリアという娘がいる。

## 出演作
- 眠れる森の美女（Спящая красавица, 1964年）
- 戦争と平和（Война и мир, 1965年 - 1968年）
- 帰郷（Бег, 1970年）
- チェーホフのかもめ（Чайка, 1970年）
- ひまわり（I girasoli, 1970年）
- Всадник без головы（1972年）
- Юлия Вревская（1977年）
- Исчезновение（1978年）
- Шляпа（1981年）
- С вечера до полудня（1981年）
- Шёл четвёртый год войны（1983年）
- Нам не дано предугадать（1984年）
- Успех（1984年）
- Чужая Белая и Рябой（1986年）
- Чёрная роза эмблема печали, красная роза эмблема любви（1989年）
- Нежный возраст（2000年）
- Анна Каренина（アンナ・カレーニナ、テレビドラマ、2009年）